# بونتا ألتا
بونتا ألتا (بالإسبانية: Punta Alta)‏ هي منطقة سكنية تقع في الأرجنتين في Coronel Rosales. يقدر عدد سكانها بـ 58,322 نسمة وترتفع عن سطح البحر 2 متر.

## توأمة
لبونتا ألتا اتفاقيات توأمة مع كل من:
- برشلونة بوتسو دي غوتو
- كارميلو، أوروغواي [الإنجليزية]‏
- Caucete [الإنجليزية]‏

## أعلام
- داريو فرنانديز
- مارسيلو إسكوديرو
- غابرييلا سيروتي
- دومينغو بلانكو
- سيرجيو إسكوديرو